# Torse, effet de soleil
Torse, effet de soleil est un tableau réalisé par le peintre français Auguste Renoir vers 1876. Cette huile sur toile impressionniste représente une jeune femme aux seins nus dans de la verdure. Montrée au public lors de la deuxième exposition des impressionnistes, l'œuvre a appartenu à Gustave Caillebotte jusqu'en 1894. Elle est conservée depuis 1986 au musée d'Orsay, à Paris.